# Youro Casier
Youro Casier (Wevelgem, 21 november 1968) is een Belgisch politicus voor Vooruit.

## Levensloop
Casier werd beroepshalve vanaf 1994 kantoorverantwoordelijke van de socialistische mutualiteit Bond Moyson in Wervik.
Voor de toenmalige SP was hij van 1994 tot 1997 OCMW-raadslid van Wervik, waarna hij in 1997 gemeenteraadslid werd. Van 2007 tot 2012 was hij schepen van Mobiliteit en Openbare Werken in Wervik en sinds januari 2013 is hij burgemeester van de gemeente. Bovendien was hij van 2000 tot 2006 provincieraadslid van West-Vlaanderen.
In december 2017 werd Youro Casier lid van de Kamer van volksvertegenwoordigers voor de kieskring West-Vlaanderen. Hij volgde Ann Vanheste op, die zich meer op haar burgemeesterschap van De Panne wilde toeleggen. Bij de verkiezingen van 2019 was hij aanvankelijk van plan om niet meer op te komen, maar uiteindelijk aanvaardde hij de onverkiesbare negentiende plaats op de West-Vlaamse sp.a-lijst voor het Vlaams Parlement. Hij werd echter niet verkozen.